# Alfred Volkland (Politiker)
Alfred Volkland (* 8. August 1882 in Braunschweig; † 9. September 1944 ebenda) war ein deutscher Politiker (DDP).

## Leben
Volkland, Neffe des Dirigenten Alfred Volkland und Onkel der Schauspielerin Brigitte Renner, war beruflich als Finanzrevisor in Braunschweig tätig.
Während der Zeit der Weimarer Republik trat Volkland in die DDP ein. Dem Braunschweigischen Landtag gehörte er von 1922 bis 1924 sowie erneut von März 1926, als er für den ausgeschiedenen Abgeordneten Norbert Regensburger nachrückte, bis 1927 an.
Alfred Volkland war verheiratet und hatte eine Tochter.